# Refugio reforzado para aviones

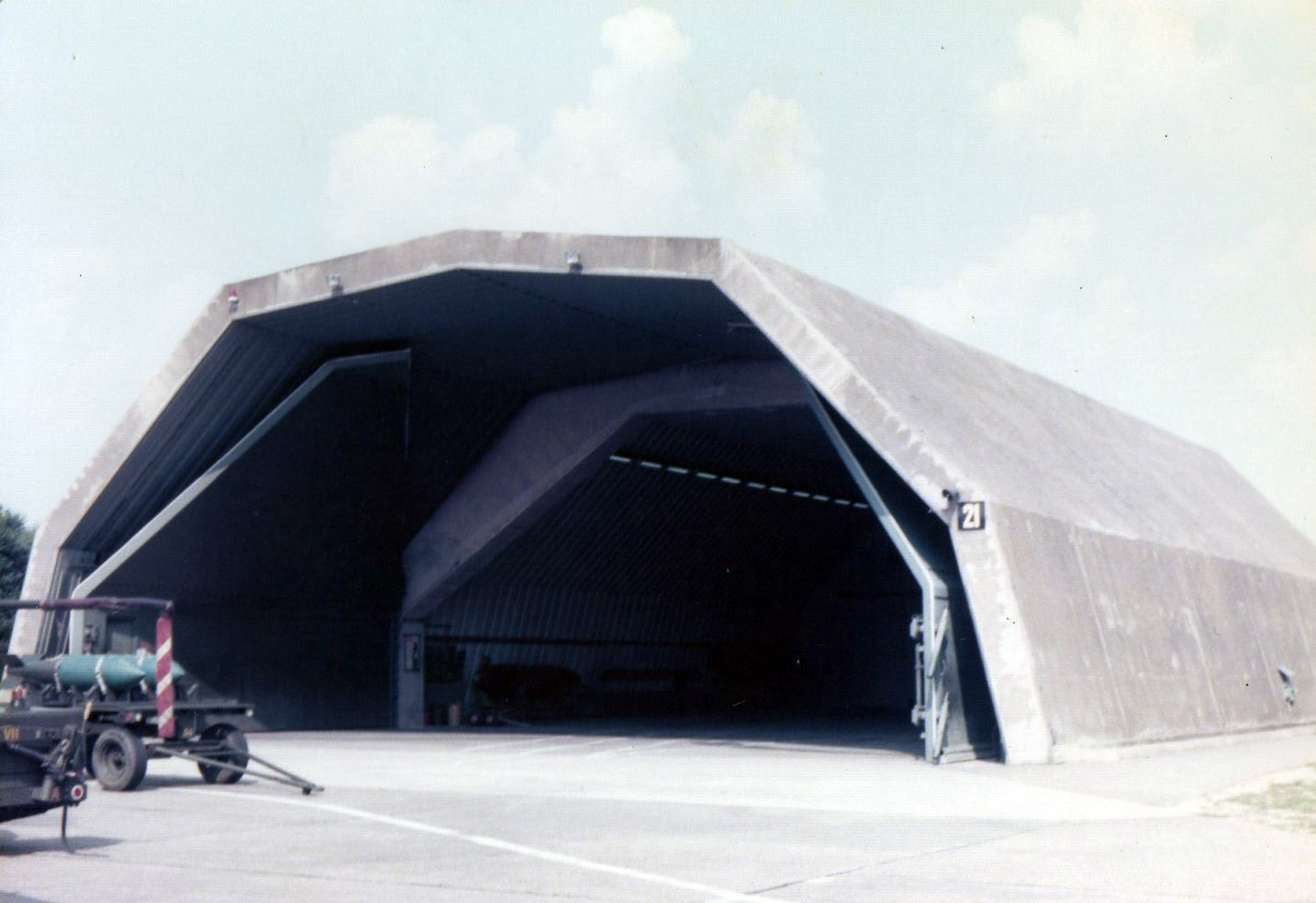
Refugio reforzado para aviones en RAF Bruggen, 1981

Refugio Reforzado para Aviones (en inglés: Hardened Aircraft Shelters, HAS), o Refugio Protector para Aviones (en inglés: Protective Aircraft Shelter, PAS), son una estructura reforzada usado para guardar y proteger aviones militares de ataques del enemigo. Consideraciones de costo y de limitaciones prácticas de construcción limitan su uso a aparatos del tamaño de cazas o similares.

## Antecedentes
Estos refugios suponen una medida de defensa pasiva, limitando el efecto de un ataque enemigo, en contraposición a las acciones de una defensa activa (por ejemplo, misiles superficie-aire que evitan o palían esos mismos ataques). La adopción general de este tipo de refugios fue debida a las lecciones aprendidas tras la Guerra de los Seis Días árabe-israelí de 1967, cuando la Fuerza Aérea de Israel diezmó a la desprotegida Fuerza Aérea de Egipto en sus bases aéreas, en ese momento la más grande y avanzada del mundo árabe.

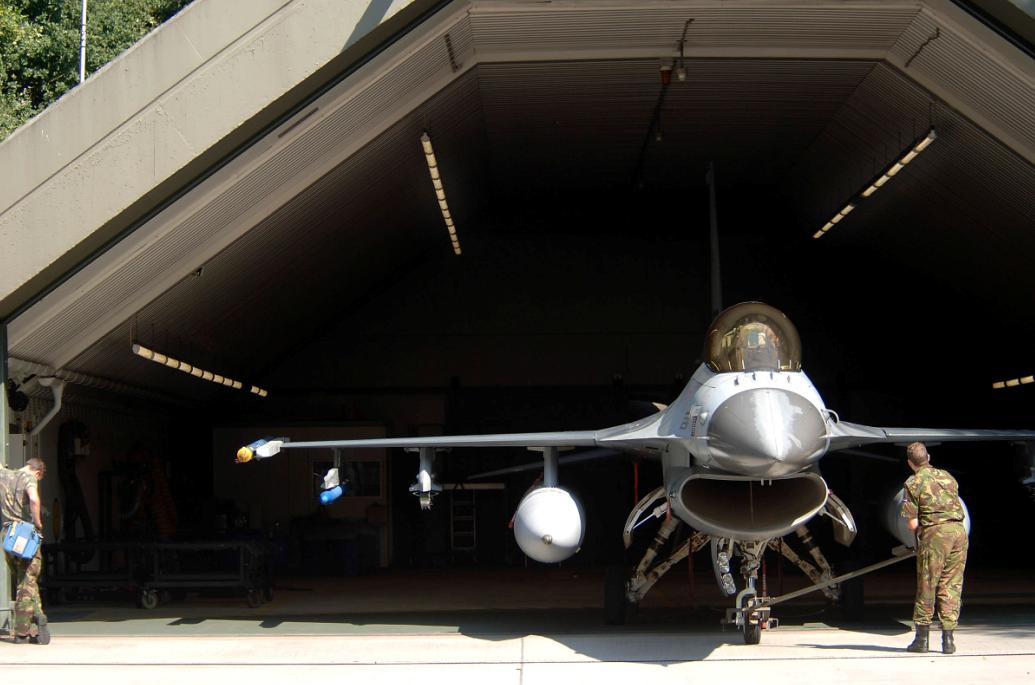
Un F-16 siendo remolcado hacia un Refugio Reforzado para Aviones en la Base Aérea Volkel

Como muchos elementos militares, tales como estructuras, tanques o aviones, su uso más masivo fue durante la Guerra Fría. Los países de la OTAN y del Pacto de Varsovia construyeron centenares de HAS a través de Europa. En este contexto los HAS fueron construidos para proteger aviones tanto de ataques convencionales como nucleares, químicos y biológicos. Los refugios construidos por la OTAN, fueron diseñados para resistir el impacto directo de una bomba de 226 kg (500 libras) o una explosión cercana de una más grande (por ejemplo de 500 kg). En teoría los HAS estaban también construidos para proteger a los aviones en caso de un ataque nuclear, sin embargo, el efecto de tal tipo de ataque sobre las calles de rodaje, pistas, instalaciones de apoyo y personal de un campo aéreo habrían hecho del lanzamiento de una operación aérea una tarea extremadamente difícil, y el subsecuente retorno y rearmado posterior algo casi imposible.
Tras el fin de la Guerra Fría, el valor del concepto del HAS fue rebajado por la introducción de las municiones guiadas de precisión. Los HAS de Irak estaban construidos con un estándar ligeramente superior a los de la OTAN y los del Pacto de Varsovia, sin embargo se demostraron casi inútiles durante la Guerra del Golfo. Los primeros intentos para destruirlos normalmente usaban una aproximación del "uno y dos" mediante un misil guiado por televisión para destruir las puertas, seguido por bombas lanzadas al frente. Pero los estadounidenses pronto pasaron a lanzar una simple bomba de 907 kg (2.000 libras) guiada por láser sobre la parte superior, que penetraba fácilmente el techo y explotaba en su interior. Aunque los hangares de la OTAN podrían resultar útiles contra cualquier ataque concebible en Europa a corto plazo (en el que se carecería de sistemas de guía de precisión), el valor de los hangares HAS contra las fuerzas aéreas occidentales es prácticamente nulo.

## Ventajas
- Reduce la vulnerabilidad de los aviones a todos los ataques excepto aquellos en los que se usan armas de precisión.
- Combinados con defensas aéreas activas del campo aéreo, incrementa la supervivencia de los aviones del defensor y sube el costo del ataque para las fuerzas enemigas.
- Permite mantener concentrados a los aviones, ya que la alternativa de dispersar los aviones a muchas diferentes bases, reduce la eficiencia de las operaciones tanto a nivel de escuadrón y Fuerza Aérea.
- El armamento nuclear puede ser almacenado en las cercanías del HAS, en un bóveda, por ejemplo, el Sistema de seguridad y almacenaje de armas (del inglés: Weapon Storage and Security System, WS3) de la Fuerza Aérea de Estados Unidos.

## Desventajas
- Los refugios reforzados son caros.
- Suelen ser demasiado pequeños como para acoger otro tipo de aeronaves, como aviones de transporte estratégicos y grandes aviones de vigilancia.
- Dado el tiempo que se requiere para construirlos, es necesaria una buena planificación respecto a probables zonas de combate. Si estalla un conflicto, se requerirán rápidamente aviones en la zona afectada, donde lo más probable es que no existen protecciones de este tipo. Por ejemplo, tanto en la Guerra del Golfo como en la Guerra de Irak de 2003, muchos aviones de la coalición sólo disponían de protección contra el sol pero no de instalaciones reforzadas.
- Cuando fueron desarrollados, la posibilidad de un impacto directo en la estructura era mínima. Actualmente, con municiones guiadas de precisión (PGM, del inglés: Precision-Guided Munition) y un entrenamiento adecuado, lograr un impacto directo en un HAS es muy sencillo. Los aviones de la coalición destruyeron más de la mitad de los HAS de Irak durante la Guerra del Golfo.
- La alta humedad relativa del interior de los refugios produce un efecto corrosivo en la aviónica de los aparatos mayor que la que se produciría en el exterior, según un estudio realizado por la Luftwaffe alemana. Algo que puede evitarse introduciendo aire seco en esos compartimentos.

## Alternativas
Refugios desplegables
Refugios desplegables forrados con kevlar podrían proteger a los aviones de las submuniciones de bombas de racimo (una arma anti campos aéreos común). Sin embargo esto no proporcionaría ninguna protección contra las PGM.
Dispersión en la base
Una dispersión más amplia (distancia entre los aviones) en los campos aéreos disminuiría la vulnerabilidad de los aviones. Esto forzaría al enemigo a incrementar grandemente el número de aviones atacantes, o a gastar más tiempo sobre el blanco. Con cualquiera de estas alternativas las defensas aéreas del campo aéreo podrían causar serias bajas a los aviones atacantes. Sin embargo, como los HAS, la dispersión puede ser cara, requiriendo la construcción masiva de pistas. También la defensa contra las fuerzas especiales del enemigo sería más difícil.
Dispersión entre bases
Dispersar a los aviones entre muchas bases aumenta grandemente el costo del ataque a un número determinado de aviones, medido por el número de aviones de ataque requeridos. Sin embargo, esta opción aumenta de manera similar el costo de operación por parte del defensor y degrada su eficiencia.
Hangares subterráneos
Varias fuerzas aéreas han usado túneles excavados al interior de montañas como hangares subterráneos.